# El libro libre

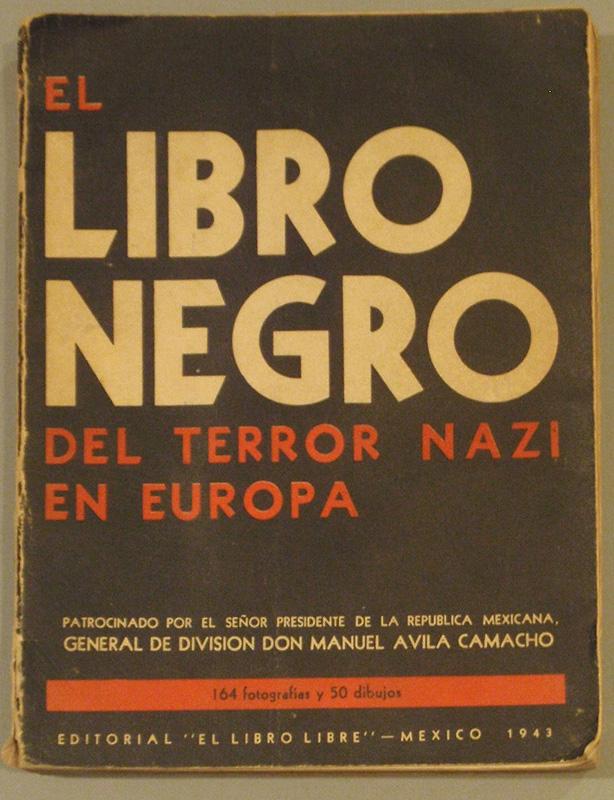
Hannes Meyer: El libro negro del terror nazi en europa, 1943

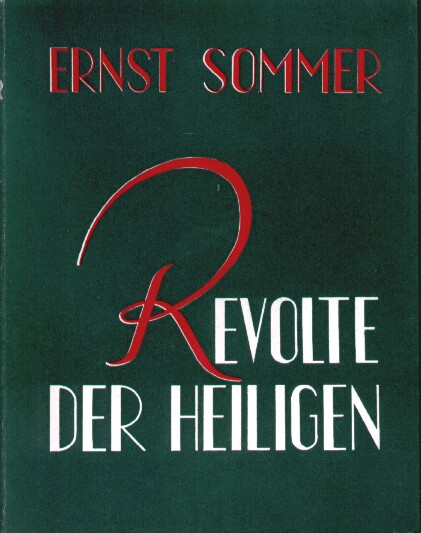
Ernst Sommer: Revolte der Heiligen, 1944

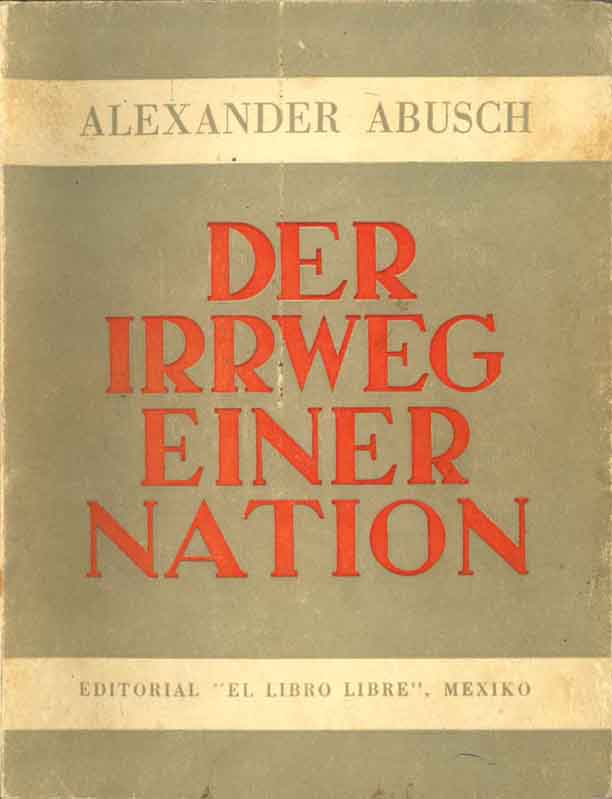
Alexander Abusch: Der Irrweg einer Nation, 1945

El libro libre (deutsch: Das freie Buch) war ein 1942 gegründeter Verlag der deutschsprachigen antifaschistischen Emigration in Mexiko.

## Geschichte
Der Verlag wurde anlässlich des 9. Jahrestages der Bücherverbrennung 1942 in Mexiko-Stadt von Mitgliedern des Heinrich-Heine-Klubs und der Bewegung Alemania Libre/Freies Deutschland gegründet. Der Verlag entwickelte sich im Verlauf des Zweiten Weltkriegs zum bedeutendsten Verlag deutschsprachiger Exilliteratur zwischen 1942 und 1945. Den Verlag leitete Walter Janka, der in den USA lebende Wieland Herzfelde beriet den Verlag. Die Hierarchie innerhalb des Verlages wird jedoch als nicht statisch beschrieben: So war Janka nicht nur Verlagsleiter, sondern ebenso Schriftsetzer und der Gestalter des Verlagsemblems, einem aufgeschlagenen roten Buch, das mit dem Buchrücken nach unten ein schwarzes Hakenkreuz zerschlägt.

## Autoren
Der Verlag veröffentlichte eine Vielzahl von Werken besonders der Kommunistischen Partei Deutschlands nahestehenden Autoren, die zu den Klassikern der deutschsprachigen Exilliteratur zählen, darunter Das siebte Kreuz von Anna Seghers und Marktplatz der Sensationen sowie Entdeckungen in Mexiko von Egon Erwin Kisch. Weitere Autoren des Verlags waren u. a. Lion Feuchtwanger, Ernst Sommer, Paul Merker, Ludwig Renn, André Simone (Otto Katz), Alexander Abusch, Bodo Uhse, Leo Katz, Theodor Balk, Bruno Frank, F. C. Weiskopf, Theodor Plivier, Paul Mayer und Heinrich Mann. Außerdem erschien eine gleichnamige literarisch-politische Zeitschrift.

## Veröffentlichte Titel
Insgesamt erschienen in der Zeit von 1942 bis 1946 20 Werke in deutscher Sprache, mit einer Gesamtauflage von 36.000 Stück, sowie 6 Werke in spanischer Sprache, mit einer Gesamtauflage von 18.000 Stück.
- Juli 1942 – Egon Erwin Kisch: Marktplatz der Sensationen.
- Oktober 1942 – Lion Feuchtwanger: Unholdes Frankreich. Vorwort Ludwig Renn
- November 1942 – Theodor Balk: Führer durch Sowjet-Krieg und Frieden. Nachwort Paul Merker
- Januar 1943 – Anna Seghers: Das siebte Kreuz.
- Februar 1943 – Paul Merker: Was wird aus Deutschland? Das Hitlerregime auf dem Weg zum Abgrund.
- April 1943  – El Libro Negro del Terror Nazi en Europa. Testimonios de escrotores y artitas de 16 naciones. (Schwarzbuch über den Naziterror in Europa. Zeugnisse von Schriftstellern und Künstlern aus 16 Nationen)
- Mai 1943 – Bruno Frank: Die Tochter.
- Juli 1943 – André Simone: La Batalla de Rusia. (Die Schlacht um Russland)
- Juli 1943 – Heinrich Mann: Lidice.
- 1943 – Theodor Balk: Das verlorene Manuskript.
- Januar 1944 – Bodo Uhse: Leutnant Bertram.
- Januar 1944 – Leo Katz: Totenjäger.
- Mai 1944 – El Ejército Aleman – tal comos es. Diarios de oficiales y soldatos alemanos (Die deutsche Armee – wie sie wirklich ist. Tagebücher deutscher Offiziere und Soldaten).
- Mai 1944 – Paul Merker: Deutschland – Sein oder Nichtsein? 1. Bd.: Von Weimar zu Hitler.
- August 1944 – Vicente Lombardo Toledano: Johann Wolfgang von Goethe. Übersetzung: Bodo Uhse.
- September 1944 – Franz C. Weiskopf: Vor einem neuen Tag.
- Oktober 1944 – Paul Mayer: Exil.
- Oktober 1944 – Paul Merker: La Caida de la republica alemana. El camino de Hitler al Poder (Der Untergang der deutschen Republik. Hitlers Weg zur Macht. Vorwort Vicente Lombardo Toledano. Übersetzung Manuel Andújar).
- Oktober 1944 – Ludwig Renn: Adel im Untergang.
- November 1944 – Deutsche, wohin? Protokoll der Gründungsversammlung des Nationalkomitees Freies Deutschland und des deutschen Offiziersbundes.
- Dezember 1944 – Ernst Sommer: Revolte der Heiligen.
- Dezember 1944 – André Simone: Vicente Lombardo Toledano. Un Hombre de America.
- Januar 1945 – Egon Erwin Kisch: Entdeckungen in Mexiko.
- Juli 1945 – Paul Merker: Deutschland – Sein oder Nichtsein? 2 Bd.: Das 3. Reich und sein Ende.
- Dezember 1945 – Alexander Abusch: Der Irrweg einer Nation. Ein Beitrag zum Verständnis deutscher Geschichte.
- März 1946 – Theodor Plievier: Stalingrad.